# 死者の家から

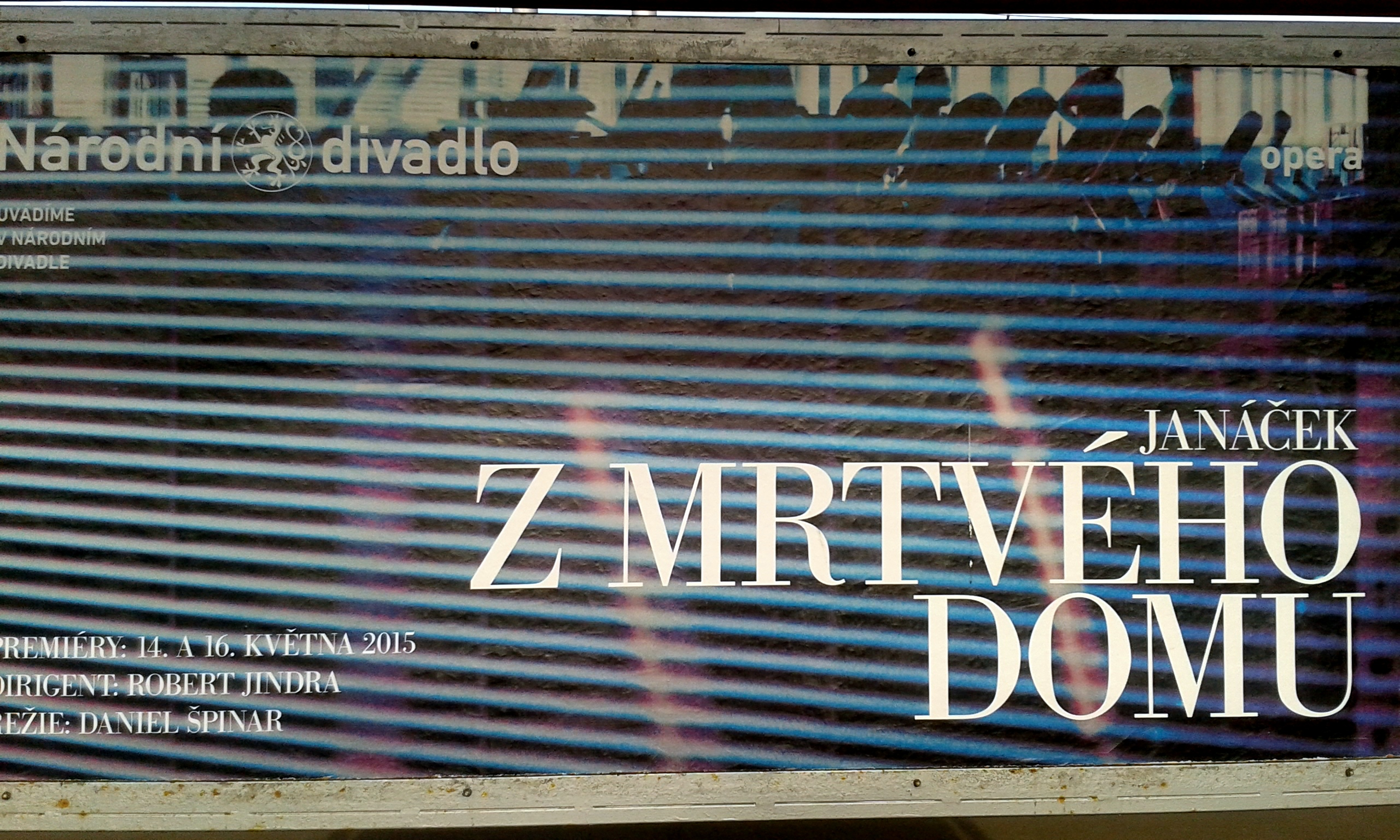
プラハ国立劇場での公演ポスター、2015年

『死者の家から』（ししゃのいえから、チェコ語: Z mrtvého domu）は、レオシュ・ヤナーチェク作曲の全3幕のチェコ語のオペラで、ロシアの作家フョードル・ドストエフスキーの小説『死の家の記録』（1862年）を原作としている。リブレットは、ヤナーチェク自身が作成した。『死の家より』などとも表記される。1930年4月12日にブルノ国民劇場にて初演された。

## 概要
ヤナーチェクの作曲したオペラ9作品の最後の作品にあたり、作曲は1927年2月から1928年6月末の間に行われた。彼は同年8月12日に死亡したため、初演には立ち会えなかった。
弟子のブルジェティスラフ・バカラとオズワルト・フルブナはいくぶん室内楽的オーケストレーションに不満を持ち、初演を前に彼らは改訂を施した。彼らはオーケストレーションを補筆し、オリジナルの不気味な行進曲に代え、〈楽観的な〉結末（合唱による自由の賛美が聞かれる）を加えた。これ以降はしばらく概ねこの補筆を受け入れた上演が続いた。この版は〈ブルフナ=バカラ版〉と言われる。しかし、1961年にラファエル・クーベリックがミュンヘンで本作を上演した際には、ほぼ原典に基づいた稿で行われた。1964年にはユニヴァーサル社からボーカル・スコアに本来の結末が付録として付加され、2017年にチャールズ・マッケラスとジョン・ティレルによって編集されたクリティカル・エディションが発行されている。
ヤナーチェクはスコアの表紙に「どのような人間にも神聖な閃きある」とこの本作のテーマを記している。また、ヤナーチェクはこの原作に彼が魅了された理由を個人の主役というものが存在しないからだと述べている。
『新グローヴ オペラ事典』によれば「本作はヤナーチェクのオペラの中でも最も風変わりで、そして恐らく最も優れたものであり、その音楽には作曲者本人も驚かせるほどの推進力がみなぎっている。このオペラに筋らしい筋はなく（ゴリャンチコフの到着と出発がささやかな物語の骨格を提供している。）、少しだけ顔を出す売春婦とズボン役のアリイエイを除けば、女性はまったく登場しない。また、主役といった主役もいない。代わりに独唱者が合唱から抜け出し、また無名のひとりに戻って行く〈集合的な〉オペラである。にもかかわらず、このオペラは人の心を動かさずにはおかない舞台作品であり、ヤナーチェクのオペラの中でも最も力感に溢れた、けれども最も優しく、最も同情に満ちた作品である」。

## 音楽

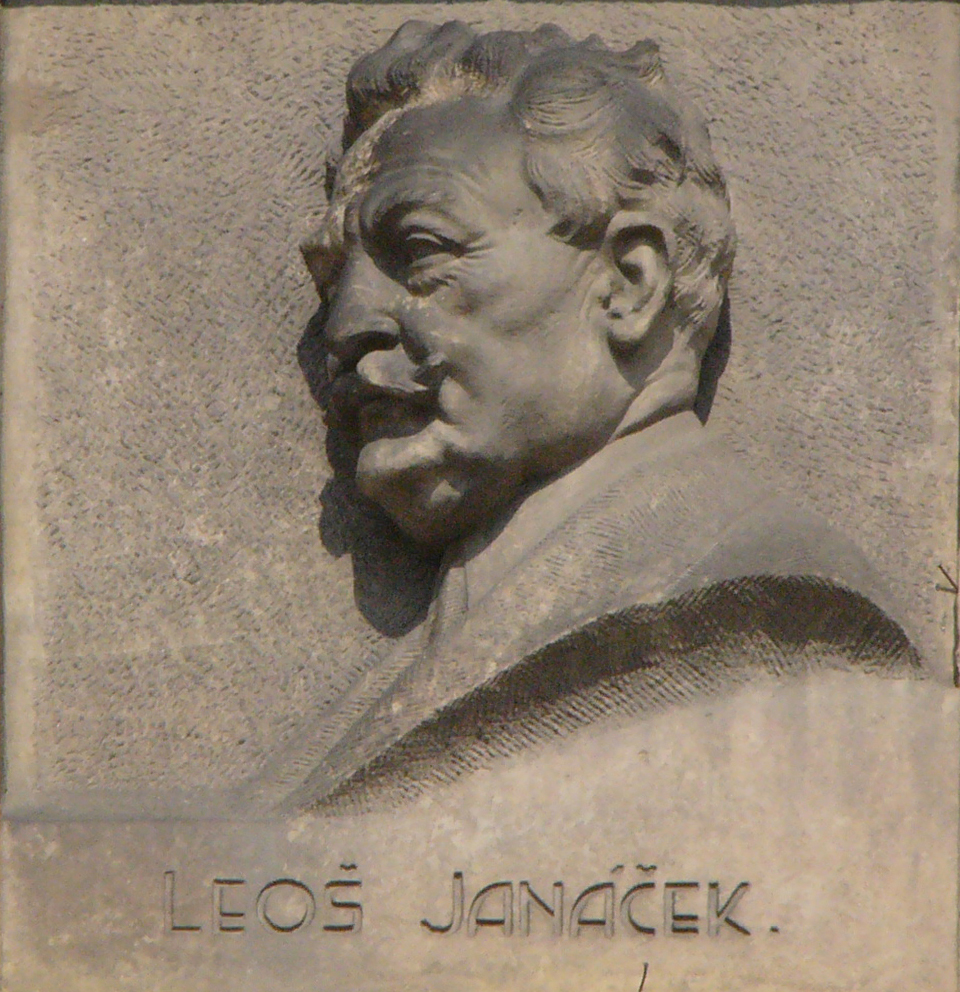
ヤナーチェク

本作の音楽的な面ではドイツの影響から完全に遠ざかっている。オーケストラの間奏や楽器法の手法では『ペレアスとメリザンド』から霊感を得ており、一方、第2幕の復活祭の鐘の音は『ボリス・ゴドゥノフ』の戴冠式の鐘の音に似ている。また、短い間だが囚人のルカの登場は、ロシアの不幸を予言する殉教者の嘆きを思い起こさせる。ムソルグスキーの影響は練り上げられた朗唱の様式にも見られる。
ピエール・ブーレーズは「演劇の形式からみても音楽の形式からみても、本作は言葉の最良の意味でプリミティヴな作品と言えるものである。例えば、管弦楽法はベルクの『ルル』に比べると非常に〈未精製〉であるが、それでいて力強い。この点で原始的なものが強烈な表現形式を生んでいるフェルナン・レジェのような画家とつながるところがある。スコアそのものに戻ると、ひとつのオスティナートから次のオスティナートへと、いかにリズムの記述が変遷していくのか、その論理を理解できない個所がたくさんある。あたかも途中で仕事を中断し、時を経て、視点を変えて再開したかのようだ」。―中略―「どのようなオペラでも、私はテキストを出発点と考えているが、ヤナーチェクの場合には明らかにテキストが最も重要である。伝統的な歌唱法が無いことがドビュッシーを想起させる。フランス語でドビュッシーが行ったことをヤナーチェクはチェコ語で行ったのである。

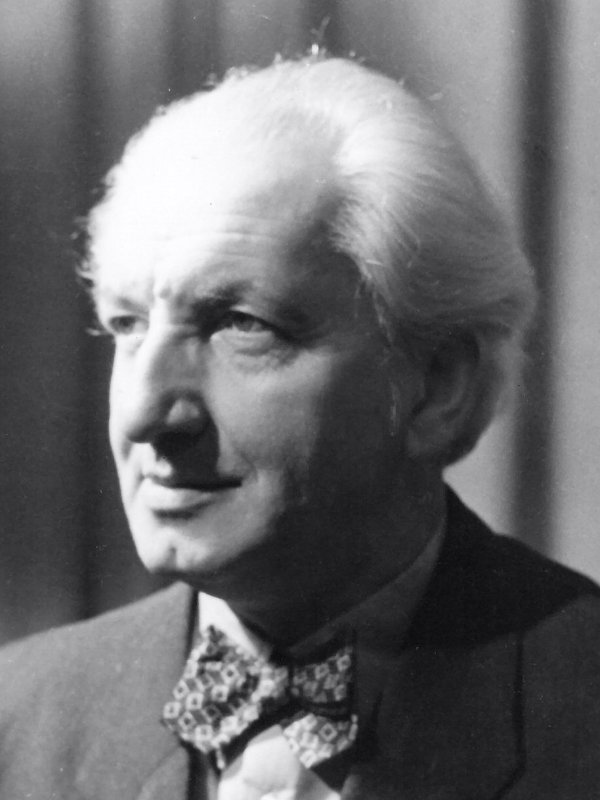
初演の指揮者バカラ

ヤナーチェクが一般大衆の話し方を言葉が持つ〈メロディ〉と共に再生することに心を砕いていたことは、彼の著作からも知られている。彼の歌の特徴、即ち、話しているかのようなスタイルはこのことに起因している。音楽が文字通り叙情的になるのは民謡の影響の下に独自の表現を生み出している時である。―中略―プリミティヴな素材で立派な構造（重いが非常に堅固なもの）を作り出すことができるのである。ヤナーチェクはテーマを展開させると言うドイツ的な戦略には背を向けているのである。展開させるのではなく、逆に繰り返しに繰り返しを重ね、次にそのモティーフを、即ちオスティナートを変えるのである。―中略―形式的には複雑なところはなく、非常に直截的なので、ヤナーチェクが目指すものを見逃すことはない」と評している。
佐川吉男によれば「ヤナーチェクの作曲技法は本来少数の核となる動機から全曲を作り上げていくと言う手法である。しかし、ここで彼は個々の動きの変化と、その用途の幅を広げる手法をとっており、ワーグナーのライトモティーフなどとの本質的な違いをいよいよ明らかにしている。同時にこれ以前の彼のオペラに比べると、異なる動機の間の横のつながりがやや薄くなっている点も目に付く。また、管弦楽法も楽器を減らして室内楽的表現に傾いていて、部分的には若干響きが薄くなり過ぎ、大劇場での演奏には不向きなふしもあるようだ」という。

## リブレット

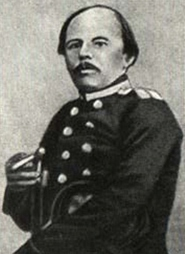
ドストエフスキー

永竹由幸は「まったくオペラになりそうもないこの原作をオペラ化しようとしたヤナーチェクの異常さと偉大さに敬服せざるを得ない。音楽は鋭く冴え切っている。ヤナーチェク晩年の最高傑作」と評している。
演出家のシェローは「本作はヤナーチェクが晩年になってようやく賛同するに至った音楽における表現主義に属する作品だと言われている。―中略―本作の台本には二、三の箇所を除けば原作から直接取られていない個所は、一行もない。一方、原作に準拠しつつも、その配列はある程度自由に行われている。例えば、第1幕で傷を負ったところを囚人たちに拾われ、フィナーレで傷が癒えて放たれる鷲の話は、小説では最後になって登場するものである。しかも小説においてはヤナーチェクが付与したような象徴的な意味はない。ヤナーチェクは一種のコラージュを、素朴でありながら見事なコラージュを作ることに心を砕いたのである。―中略―本作を演出する上での一番の難しさは、このオペラには物語がないと言う点ではなく、逆にあり過ぎると言う点にある。まずルカ、スクラトフ、シャプキン、シシュコフの語る４つの人生の断片がこのオペラの背景を形成している。加えて、ゴリャンチコフとアリイエイヤがいる。―中略―ヤナーチェクによって描かれた監獄は、現代のすべての監獄を思い起こさせるもので、19世紀後半のシベリアの懲罰収容所だけを問題にしているのではないと考える。監獄と言う共同体では権力を求める闘いは熾烈で、情念と嫉妬、憎しみを伴うが、時として囚人間でのいくつかの関係は優しいものにも見える。だが、監獄では友情も葛藤も、結局のところ孤独で粗暴な振舞いに帰結する。希望は〈死者の家〉では空しいものだが、各々がうわべの諦めの背後で密かに別の生を切望しているのである。それはどこか他の場所での生、かつての生、将来の生である。「新たな生！」フィナーレで釈放を告げられたゴリャンチコフはそう歌う。ヤナーチェクの音楽は生に向かっている」と評している。
佐川吉男は台本について「スクラトフの役が原作ではスクラトフとバルクーシン、ルカと名乗る男がルカとフィルカ・モロゾフというように各々二人ずつの合成になっているなど、脚色に際して工夫の跡がうかがわれる。一見したところでは原作に登場してくる人生のどん底に喘ぐ種々雑多なタイプの人々の中から四、五人の囚人の物語と第一部の終わりの芝居の場面だけを粗くつなぎ、架空の原作者の入獄と出獄という額縁の中に収めただけのようにも見える。事実、音楽なしで台本を読むと、ある部分は出演者やカメラによって肉付けされる前のエスキスだけを書き込んだテレビの放送台本のようでもあるのだが、音楽となって鳴り響くとスコアの表紙に書かれた「どのような人間にも神聖な閃きある」という言葉の意味が長大な原作よりも、より直接的に胸に響いて来る。これこそ、ヤナーチェクの音楽の偉大さであり、音楽にものを言わせる余地を残した彼の歌劇台本作者としての才能である」と分析している。

## 初演後
イギリス初演は1964年 8月28日にエディンバラで、プラハ国民劇場によって行われた。出演はイェドリツカ、タッタームショヴァ、プラフト、コチ、ジテク、カルビセク、シュヴォルツらで、指揮はボフミル・グレゴルであった。
米国初演は1969年12月3日にニューヨークのネット・テレヴィジョンによって行われた。出演はラウンスヴィル、ロイド、ヤゲル、リーアドンら、指揮はH・アドラーであった。
日本初演は2003年12月13日に東京交響楽団によりサントリーホールにて、リハルト・ハーンのゴリャンチコフ、イヴァナ・シャコヴァーのアリイエイヤ、シモン・ショモライのフィルカほかの配役、マルティン・オタヴァの演出、コンサート形式(セミ・ステージ形式)にて行われた。指揮は秋山和慶、演奏は東京交響楽団と東響コーラスであった。

## 主な登場人物
| 人物名                                                                         | 原語                          | 声域                        | 役柄                                                                              | 初演時のキャスト 指揮： ブルジェティスラフ・バカラ    |
| ------------------------------------------------------------------------------ | ----------------------------- | --------------------------- | --------------------------------------------------------------------------------- | ----------------------------------------------------- |
| アレクサンドル・ペトロヴィッチ・ゴリャンチコフ                                 | Alexandr Petrovič Gorjančikov | バリトン                    | 政治犯として投獄された。                                                          | ヴラスティミル・シーマ (Vlastimil Šíma）              |
| アリイエイヤ                                                                   | Aljeja                        | メゾソプラノ またはテノール | タタール人の少年、無実の囚人(ズボン役)。 ゴリャンチコフを父親のように慕っている。 | ボゼナ・ジュラブコヴァ (Božena Žlábková）             |
| スクラトフ                                                                     | Skuratov                      | テノール                    | 頭のおかしい囚人。 金持ちの男に恋人を奪われる。                                   | アントニン・ペルツ (Antonín Pelz）                    |
| ルカ・グスミッチ (フィルカ・モロゾフ)                                          | Luka Kuzmič (Filka Morozov)   | テノール                    | 囚人、監獄の所長を殺害。                                                          | エミル・オルショフスキー （Emil Olšovský）            |
| シシュコフ                                                                     | Šiškov                        | バリトン                    | 囚人、結婚したばかりの妻を殺害。                                                  | ゲザ・フィッシャー (Géza Fischer）                    |
| 司令官                                                                         | Placmajor (ředitel věznice)   | バス                        | 所長                                                                              | レオニード・プリビトコフ (Leonid Pribytkov）          |
| 小男の囚人                                                                     | Malý vězeň                    | バリトン                    | －                                                                                | ヤロスラフ・チハク (Jaroslav Čihák)                   |
| 大男の囚人                                                                     | Veselý vězeň                  | テノール                    | 鷲を捕まえている。                                                                | ヴァーツラフ・シンドラー （Václav Šindler）           |
| ニキータ                                                                       | Nikita/Starý vězeň            | テノール                    | 年老いた囚人                                                                      | －                                                    |
| 老いた囚人                                                                     | Starší vězeň                  | テノール                    | －                                                                                | ジョゼフ・ジシュカ （Josef Žižka）                    |
| 料理番                                                                         | Kuchař (vězeň)                | バリトン                    | 囚人                                                                              | ウラジミール・ジェデナーティク (Vladimír Jedenáctík） |
| 司祭                                                                           | Kněz                          | バリトン                    | －                                                                                | アドルフ・ブルナー (Adolf Brunner）                   |
| シャプキン                                                                     | Šapkin                        | テノール                    | 耳が大きい囚人。 劇中劇ではケドリル。                                             | バレンティン・シンドラー (Valentin Šindler）          |
| チェクノフ                                                                     | Čekunov                       | バス                        | 劇中劇ではドン・ジュアン。                                                        | ウラジミール・ジェデナーティク (Vladimír Jedenáctík） |
| 若い囚人                                                                       | Mladý vězeň                   | テノール                    | －                                                                                | ウラジミール・スカリッキー (Vladimír Skalický）       |
| 売春婦                                                                         | Prostitutka                   | メゾソプラノ                | －                                                                                | ヨシュカ・マテソヴァ (Jožka Mattesová）               |
| 男性合唱：囚人（劇中劇ではパントマイム）、訪問者、看守、役のない舞台裏の声など |                               |                             |                                                                                   |                                                       |

## 楽器編成
- 木管楽器:フルート4（4番は持ち替えでピッコロ）、オーボエ3（3番は持ち替えでコーラングレ）、クラリネット3（3番は持ち替えでバス･クラリネット）、ファゴット3（3番は持ち替えでコントラファゴット）
- 金管楽器:ホルン4、トランペット3、バストランペット（テノールチューバ 持ち替え）、トロンボーン3、バスチューバ
- 打楽器:ティンパニ、太鼓、鐘ほか
- その他:弦5部、ハープ、 チェレスタ

## 演奏時間
前奏曲：約5分、第1幕：約25分、第2幕：約35分、第3幕：約35分　合計：約1時間40分

## あらすじ
時と場所：19世紀の半ば、シベリアの流刑地

### 序奏
この序奏は第1幕全体のうち、約8分を占めており、このオペラで器楽が優勢であり、重要であることがはっきり示されている。序奏を支配するのは冒頭のヴァイオリンの主題でこれは変化するが、通常のヤナーチェクの場合より明白にその原型をとどめている。その特徴は澄んだヴァイオリンの響きであり、このオペラの他の様々な箇所でもヴァイオリンの独奏が使われることにより、この特色はさらに生かされている。ヴァイオリンを使ったのは、彼が当時考案していた『小さな魂の彷徨』というヴァイオリン協奏曲のスケッチが、この音楽の一部を着想した源だったためである。この主題が十分に利用されると、極めて対照的にトランペットとヴァイオリンのための渦巻くような分離した楽想が続き、さらに軍楽風のファンファーレが聞こえてくる。激烈さが極まり、ファンファーレと渦巻くような装飾音が結びついて激しく反復され、トランペットの音型が焼き焦がすかのように提示されて、序奏は終結する。

### 第1幕
シベリアのイルティシュ川の河畔、獄舎の中庭
西シベリアのイルティシュ川の河畔の懲罰収容所

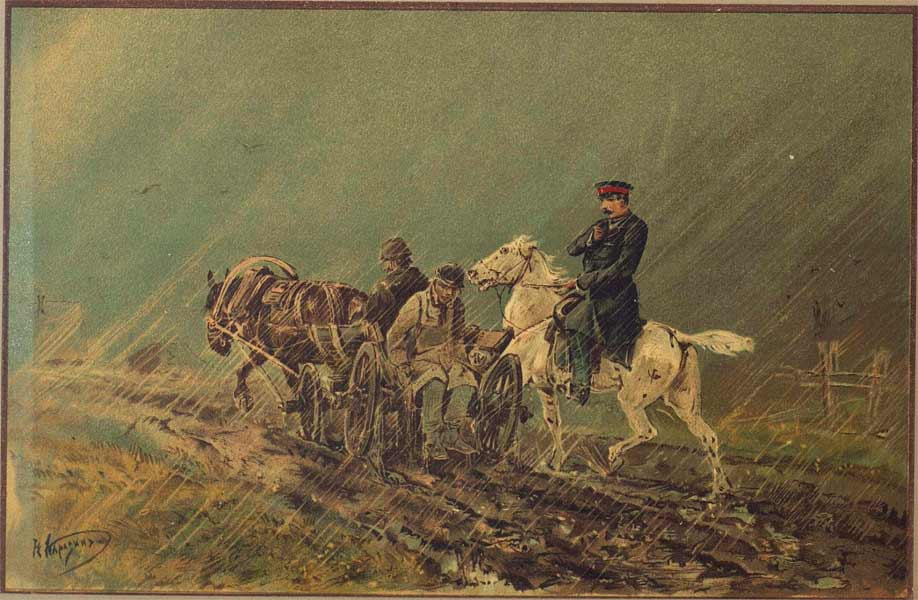
1893年版本のニコライ・カラジンによる挿絵

四方を壁に囲まれた獄舎に夜明けが訪れる。囚人たちがバラックを出て、十字を切り、空を仰いでは強制労働の前に朝の支度をしている。中庭の隅では数人の囚人たちが傷を負った鷲をいじめている。そこにゴリャンチコフと言う地主の男が連行されて来る。皆が「来たぞ」と合唱する。囚人たちの注目を集めるゴリャンチコフは市民服を着ている。司令官が尋問を始めると彼は自分は政治犯だと答える。その横柄な態度に腹を立てた司令官はゴリャンチコフの服を脱がせ、100回のムチ打ちの刑を言いつける。ムチ打ち場に連行されるゴリャンチコフを心配して、まだ幼いアリイエイヤが後を付いて行く。やがてゴリャンチコフの苦痛の叫びが裏から聞こえてくる。囚人たちは奴はもう助からないだろうと話しながら、傷ついた鷲を「森の王」（Orel car lesů）と呼び、逃がしてやろうとする。しかし、鷲は飛ぶことができず、鳴くばかり。すると獄舎の看守たちが囚人たちに働くよう追いたてる。囚人たちが自分の目はもう故郷を見ることはできないだろう、苦しい労働があるばかりだと歌う。すると、頭のおかしなスクラトフは、ルカと言う男にモスクワでの昔の話をして、靴屋としての仕事を回想しながら踊り、おどける。一方、ルカは縫物をしながら、浮浪者として収監された時のことを思い出す。かつて囚人たちの反乱を扇動し、それを抑えようとした士官を刺殺し、自分も半殺しの目にあったと、手柄話を得意気に話す。そこに、ムチ打ちの刑を終えたゴリャンチコフが半死の状態で扉の向こうに担ぎ込まれる。囚人たちは作業の手を止め、それをじっと見つめているのだった。

### 第2幕
イルティシュ川の河畔、船修理場

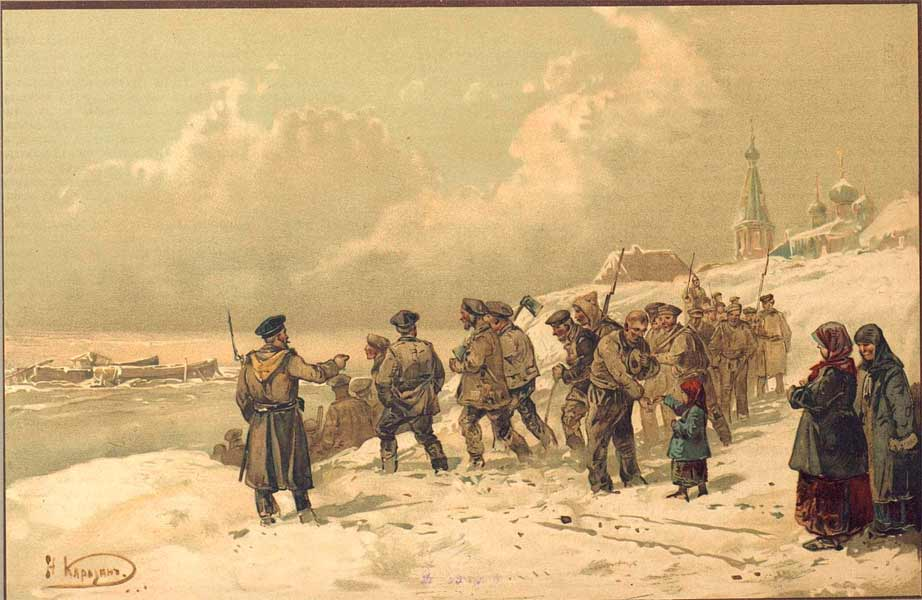
1893年版本のニコライ・カラジンによる挿絵

舞台裏のヴォカリーズを伴った前奏がステップの広々とした開放感のある情景を描写する。1年が過ぎ、夕暮れ時のイルティシュ川の河畔で囚人たちは強制労働をさせられている。金属の工具やのこぎりの音が聞こえる。少し離れた場所にゴリャンチコフとアリイエイヤも現れる。ゴリャンチコフはアリイエイヤを可愛がっていて、字の読み書きを教えてやろうと約束する。鐘の音が仕事の終わりを告げる。囚人たちは浮かれて「今日は祭日だ」と大声を上げ、年に一度の芝居の準備を始める。看守たちが警戒する中、華やかな行進曲と共に司令官と客人、それに司祭が現れる。司祭が祈り終わると、司令官と司祭は退場する。囚人たちは各々料理を食べたり、川で泳いだりして束の間の自由を楽しんでいる。にぎやかに雑談が弾み、頭のおかしなスクラトフは、恋をした女のルイザが裕福なドイツ人の男と結婚したので、逆上して、その男を殺したと話す。面白がって話を聞いていた囚人たちはどうせ嘘だろとスクラトフを嘲笑する。数名の囚人たちが足枷をしたまま、船に用意された簡易な舞台で演技を始める。芝居を見に来たほかの囚人たちと共に、ゴリャンチコフとアリイエイヤも一緒に演技を楽しむ。演目は〈オペラ〉『ゲドリルとジュアン』、〈パントマイム〉『粉屋の美しい妻』。芝居は大成功で幕となり、囚人たちは獄舎へ引き上げていく。若い囚人がひとり売春婦と共に姿を消す。余韻を楽しむゴリャンチコフとアリイエイヤが並んでお茶を飲んでいると、酔っぱらった気の短い小男の囚人が、ゴリャンチコフの紳士ぶった態度が気に食わないと難癖をつける。そして側にいたアリイエイヤに湯の入った水差しを投げつける。看守たちが寄って来て、その場を収め、スネア・ドラムのロール音が持続する中、幕が下りる。

### 第3幕

#### 第1場
獄舎内の病院、夕暮れ

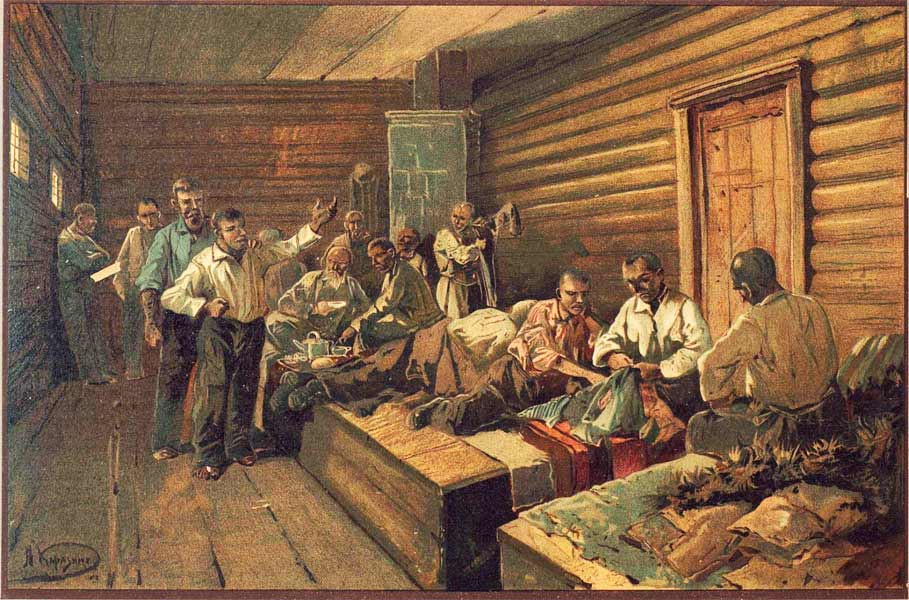
1893年版本のニコライ・カラジンによる挿絵

穏やかな前奏曲がハ長調の主題で終わると、火傷で床に臥せるアリイエイヤは、看病しているゴリャンチコフに、聖書の「許せ、害を与えるな。愛せよ」と言う一節が好きだと話す。そして、チェクノフと言う男が世話をしていると、その隣のベッドで死にかけているルカが、身の上話をしている囚人たちを嘲笑する。シャプキンは警察に尋問され、千切れるほど耳を引っ張られた話をする。気のふれたスクラトフがルイザを求めて叫ぶ。夜のとばりが降りて来て、囚人たちが寝床に就こうとすると老いた囚人の「もう家族には会えない」という嘆きが沈黙を破る。そこにシシュコフと言う男がやって来て、チュレヴィンと言う仲間に金持ちの地主の娘アクリナとの物話を語り始める。
シシュコフはアクリナと結婚したのだったが、アクリナは結婚する前からフィルカ・モロゾフと言う質の悪い男に熱を上げていたのだった。ある日シシュコフは市場で、大農場の老いた経営者とその使用人フィルカ・モロゾフと言う男に出会う。フィルカは賃金をひったくり、農場を辞めて兵隊になることにする。彼は娘アクリナはもう生娘ではないと捨て台詞をはく。老人は怒り狂い、娘の恥辱を嘆き、家から叩き出そうとする。その話を聞いたシシュコフの母親は、大農場の娘アクリナも大いに評判を落としたので、今なら飲んだくれの息子でも結婚できるのではないかと考え、二人の縁談を進める。結婚式当日、シシュコフは明け方まで酒浸りで酩酊状態、ふしだらな嫁を叩きのめそうと鞭を用意していた。しかし、初夜を迎えるとアクリナは生娘であることが判明した。翌日シシュコフはアクリナを貶めたフィルカの所に怒鳴り込むが、逆に、おまえは酔っていたので分からなかったのだろうと愚弄される。シシュコフは家に帰りアクリナをひどく殴りつける。フィルカが入隊することになり、アクリナのもとを訪れ3年間愛していたと告白する。今までの仕打ちを詫びるフィルカを許すとアクリナは家に戻り、愚かにも「フィルカを誰よりも愛していた」と告白してしまう。完全に我を失ったシシュコフは翌日アクリナを森で連れ出し殺してしまう。
シシュコフの残酷な話が終わると、皆はアクリナの惨劇に言葉を失う。ルカは静かに息を引き取る。ルカの顔を改めてまじまじと見たシシュコフは、ルカがフィルカであったことに気づく。シシュコフは自分の一生を台無しにした男の成れの果てを目の当たりにして、怒りで口もきけなくなる。すると、看守がゴリャンチコフの名を呼ぶ。アリイエイヤは動揺しゴリャンチコフにすがりつく。囚人たちはゴリャンチコフが看守に連れ出されるのを見守るのだった。

#### 第2場
獄舎の中庭
ゴリャンチコフが司令官のもとに連行されてくる。司令官は酩酊しているが、入所の際ゴリャンチコフに理由もなくムチ打ちの刑にしたことを謝罪し、「君は釈放されることになった」と言う。囚人たちがゴリャンチコフの鎖を断ち切る。病床からアリイエイヤがやって来て、ゴリャンチコフにとしがみつく。ゴリャンチコフは別れを惜しみながらも「新しい生、黄金の自由」と歌う。その言葉に刺激を受けた囚人たちは傷の癒えた鷲の籠を開けて逃がしてやる。鷲は飛び去って行く。囚人たちは「愛する自由！鷲は王」と連呼する。衛兵が囚人たちを労役に向かわせるために「行進！」と号令をかける自動人形のような囚人たちの行進と共に終幕となる。

## 主な全曲録音
| 年   | 配役 ゴリャンチコフ アリイエイヤ フィルカ・モロゾフ スクラトフ                                  | 指揮者 管弦楽団および合唱団                                                                         | レーベル EAN番号                                                     |
| ---- | ----------------------------------------------------------------------------------------------- | --------------------------------------------------------------------------------------------------- | -------------------------------------------------------------------- |
| 1964 | ヴァーツラフ・ベドナールシュ ヘレナ・タッテルムスホヴァー ベノ・ブラフト イヴォ・ジーデク       | ボフミル・グレゴル プラハ国民劇場管弦楽団 プラハ国民劇場合唱団                                      | CD:Supraphon EAN:0099925395322                                       |
| 1978 | ダリボル・イェドリチカ ヤロスラヴァ・ヤンスカー イージー・ザハラドニーチェック イヴォ・ジーデク | チャールズ・マッケラス ウィーン・フィルハーモニー管弦楽団 ウィーン国立歌劇場合唱団                  | CD:Decca EAN:0028943037525                                           |
| 1979 | リハルト・ノヴァーク ミラダ・イルグロヴァー ヴィレム・プジビル イヴォ・ジーデク                 | ヴァーツラフ・ノイマン チェコ・フィルハーモニー管弦楽団 チェコ・フィルハーモニー合唱団              | CD:Supraphon EAN:0099925294120                                       |
| 2007 | オラフ・ベーア エリック・ストクローサ ジョン・マーク・エインズリー シュテファン・マルギタ       | ピエール・ブーレーズ マーラー室内管弦楽団 アルノルト・シェーンベルク合唱団 演出:パトリス・シェロー  | DVD:DG EAN:4988031579923 エクサン・プロヴァンス音楽祭 でのライヴ録画 |
| 2018 | ピーター・ローズ エフゲニア・ソトニコワ アレシュ・ブリスツェイン チャールズ・ワークマン         | シモーネ・ヤング バイエルン国立歌劇場管弦楽団 バイエルン国立歌劇場合唱団 演出: フランク・カストルフ | DVD:Bel Air EAN:4909346032552                                        |